# O-Train
L'O-Train est un réseau de train léger à Ottawa, en Ontario (Canada) exploité par OC Transpo. Le réseau comporte trois lignes: une ligne est-ouest, la Ligne 1, une ligne nord-sud, la Ligne 2, ainsi qu'une navette vers l'Aéroport, la Ligne 4.
Toutes les lignes de l'O-Train croisent des routes et des intersections en-dessus ou en dessous, et toutes les stations et les rames sont accessibles aux passagers en fauteuil roulant. Le réseau possède trois stations souterraines (dont deux sur un tronçon de 2,5 km dans le centre-ville d'Ottawa), tandis que les autres stations sont soit en surface, soit surélevées.
L'O-Train, lancé en octobre 2001 dans le cadre d'un projet pilote ferroviaire à Ottawa, est devenu un réseau de trois lignes avec l'ouverture de la Ligne 1 en septembre 2019, et le prolongement de la Ligne 2 ainsi que l'ouverture de la Ligne 4 en janvier 2025. OC Transpo est en train de réaliser l'étape 2 du prolongement du réseau, consistant à prolonger la ligne de la Confédération vers l'est et l'ouest d'ici 2027. Une fois achevée, le réseau comptera 4 lignes, 41 stations et 64,5 km.

## Dénomination
Le nom du système est proposé par une agence de publicité d'Ottawa travaillant pour OC Transpo. Le nom « O-Train » est basé sur le morceau Take the 'A' Train de Duke Ellington, qui fait référence à ligne A du métro de New York. Comme Ottawa est une ville bilingue de facto, le nom devait fonctionner en anglais et en français. Il survit à un concours interne de dénomination d’OC Transpo et est adopté peu après,.
De sa création jusqu'en 2014, le terme « O-Train » fait initialement référence à l'unique ligne ferroviaire de la capitale nationale du Canada. Avec la construction d'une deuxième ligne, la marque O-Train est étendue au réseau de métro léger et la ligne d'origine est renommée « Ligne Trillium ».

## Vue d'ensemble
La Ligne 1, qui fonctionne en site propre intégral, est une ligne à alimentation électrique reliant l’ouest à l'est de la ville, de Tunney's Pasture à Blair. Les correspondances avec la Ligne 2 sont possibles à la station Bayview, à l'ouest du centre-ville, tandis que les correspondances avec le réseau de Transitway sont possibles à Tunney's Pasture, Hurdman et Blair. À l'exception de quatre stations, la ligne est surtout en tranchée ou aérienne, utilisant l'ancienne emprise de bus à haut niveau de service du Transitway.
La Ligne 2 est une ligne à alimentation diésel reliant le sud et le nord de la ville de Greenboro à Bayview, où la correspondance avec la Ligne 1 est possible. Bien que la ligne soit parallèle au corridor sud-est du Transitway, les correspondances avec le réseau de BHNS ne sont possibles qu'à Greenboro.
La Ligne 4 circule de la station South Keys à la station Aéroport, sous la forme d'une navette. Elle n'a qu'un arrêt intermédiaire, soit à la station Uplands.
| Ligne   | Caractéristiques | Caractéristiques         | Caractéristiques         | Caractéristiques         | Caractéristiques                    | Caractéristiques                              | Caractéristiques                         | Caractéristiques         | Caractéristiques         |
| Ligne 1 | Tunney's Pasture ⥋ Blair | Tunney's Pasture ⥋ Blair | Tunney's Pasture ⥋ Blair | Tunney's Pasture ⥋ Blair | Tunney's Pasture ⥋ Blair            | Tunney's Pasture ⥋ Blair                      | Tunney's Pasture ⥋ Blair                 | Tunney's Pasture ⥋ Blair | Tunney's Pasture ⥋ Blair |
| ------- | --- | ------------------------ | ------------------------ | ------------------------ | ----------------------------------- | --------------------------------------------- | ---------------------------------------- | ------------------------ | ------------------------ |
| Ligne 1 | Ouverture / Fermeture 14 septembre 2019 / —                                                                                          | Longueur 12,5 km         | Durée 23 min             | Nb. d’arrêts 13          | Matériel Alstom Citadis Spirit      | Jours de fonctionnement L, Ma, Me, J, V, S, D | Jour / Soir / Nuit / Fêtes O / O / N / O | Voy. / an 43,93 million  | Dépôt Belfast            |
| Ligne 1 | Desserte : Tunney's Pasture, Bayview, Pimisi, Lyon, Parlement, Rideau, uOttawa, Lees, Hurdman, Tremblay, St-Laurent, Cyrville, Blair |                          |                          |                          |                                     |                                               |                                          |                          |                          |
| Ligne 1 | Autre : |                          |                          |                          |                                     |                                               |                                          |                          |                          |
| Ligne 1 | Dernière actualisation : — |                          |                          |                          |                                     |                                               |                                          |                          |                          |
| Ligne 2 | Limebank ⥋ Bayview | Limebank ⥋ Bayview       | Limebank ⥋ Bayview       | Limebank ⥋ Bayview       | Limebank ⥋ Bayview                  | Limebank ⥋ Bayview                            | Limebank ⥋ Bayview                       | Limebank ⥋ Bayview       | Limebank ⥋ Bayview       |
| Ligne 2 | Ouverture / Fermeture 15 octobre 2001 / —                                                                                            | Longueur 19 km           | Durée 36 min             | Nb. d’arrêts 11          | Matériel Stadler FLIRT              | Jours de fonctionnement L, Ma, Me, J, V, S, D | Jour / Soir / Nuit / Fêtes O / O / N / O | Voy. / an 3,012 million  | Dépôt Walkley            |
| Ligne 2 | Desserte : Limebank, Bowesville, Leitrim, South Keys, Greenboro, Walkley, Mooney's Bay, Carleton, Lac Dow, Corso Italia, Bayview     |                          |                          |                          |                                     |                                               |                                          |                          |                          |
| Ligne 2 | Autre : |                          |                          |                          |                                     |                                               |                                          |                          |                          |
| Ligne 2 | Dernière actualisation : — |                          |                          |                          |                                     |                                               |                                          |                          |                          |
| Ligne 4 | Aéroport ⥋ South Keys | Aéroport ⥋ South Keys    | Aéroport ⥋ South Keys    | Aéroport ⥋ South Keys    | Aéroport ⥋ South Keys               | Aéroport ⥋ South Keys                         | Aéroport ⥋ South Keys                    | Aéroport ⥋ South Keys    | Aéroport ⥋ South Keys    |
| Ligne 4 | Ouverture / Fermeture 6 janvier 2025 / —                                                                                             | Longueur 4 km            | Durée 8 min              | Nb. d’arrêts 3           | Matériel Alstom LHB Coradia LINT 41 | Jours de fonctionnement L, Ma, Me, J, V, S, D | Jour / Soir / Nuit / Fêtes O / O / N / O | Voy. / an —              | Dépôt —                  |
| Ligne 4 | Desserte : Aéroport, Uplands, South Keys                                                                                             |                          |                          |                          |                                     |                                               |                                          |                          |                          |
| Ligne 4 | Autre : |                          |                          |                          |                                     |                                               |                                          |                          |                          |
| Ligne 4 | Dernière actualisation : — |                          |                          |                          |                                     |                                               |                                          |                          |                          |

### Futures lignes
Après l'achèvement de l'Étape 2 de l'O-Train, le métro léger aura 4 lignes. Ainsi, la Ligne 3 ouvrira en 2027. Celle-ci circulera de la station Trim à la station Moodie. Elle aura 27 stations, dont 24 seront partagées avec la Ligne 1. Elle était connue avant novembre 2020 comme étant une future branche de la Ligne 1.

## Historique

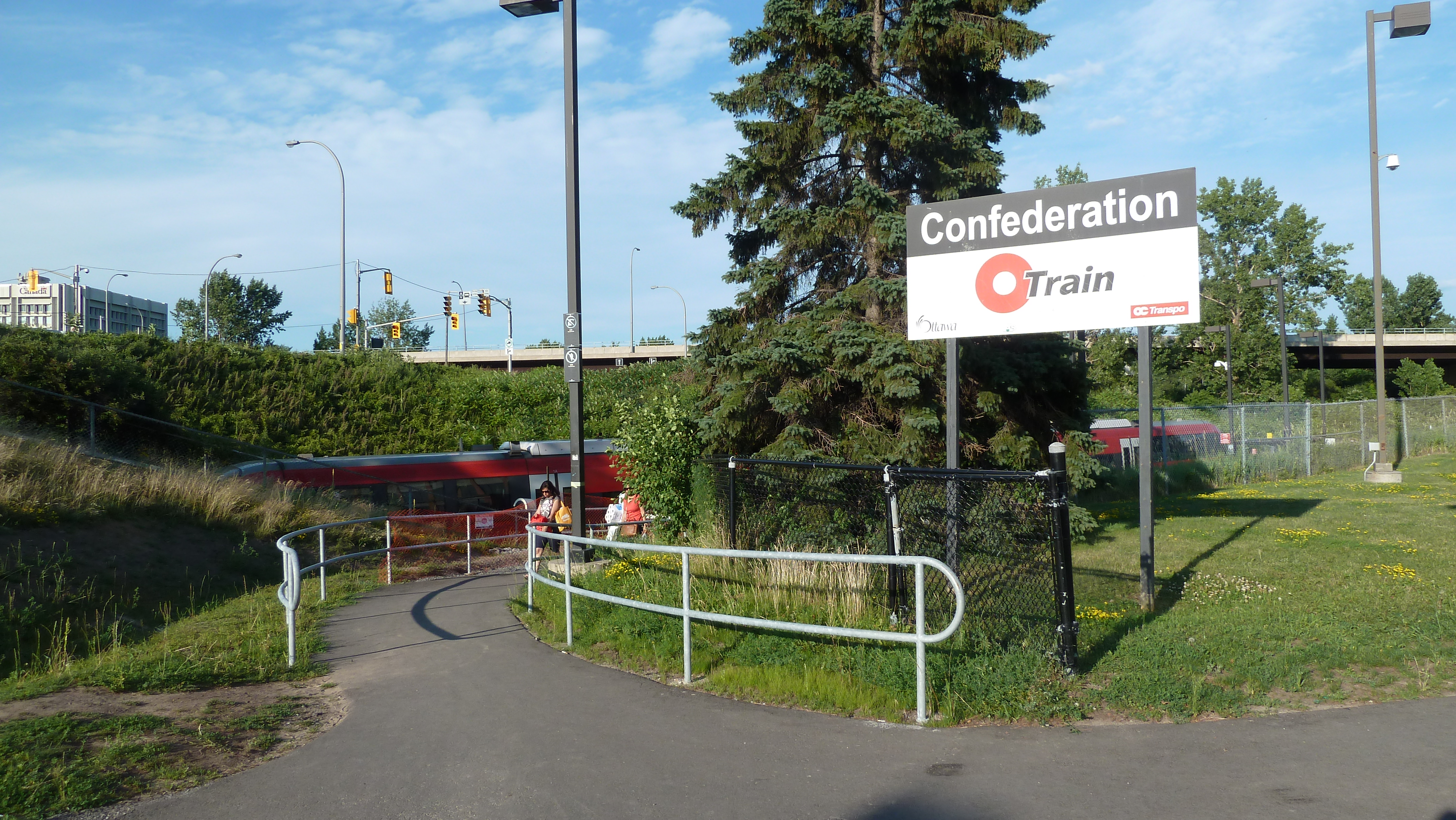
Les infrastructures mises en place lors du projet pilote sont rudimentaires.

### Projet pilote
L'O-Train est lancé le 15 octobre 2001 en tant que projet pilote visant à offrir une solution de remplacement au réseau de bus à haut niveau de service dont Ottawa a fait en 1983 l'épine dorsale de son réseau de transport en commun,.
Le système utilise trois rames automotrices alimentée au diesel et à plancher bas. Utilisant une voie ferrée désertée par le Canadien Pacifique, l'O-Train est légalement constitué en ligne de chemin de fer principale,. On le décrit souvent comme un « train léger », puisqu'il est prévu à l'origine d'en faire un tram-train.
La construction des stations et une voie d'évitement, pour permettre aux deux trains de circuler dans les deux directions, ont été réalisées au coût de 21 millions de dollars. La ligne emploie les rames diesel afin d'éviter les coûts de l'électrification,.

### Projet abandonné de 2006

Projet adopté en 2006 et abandonné.

Le 12 juillet 2006, le conseil municipal d'Ottawa a adopté un projet de tram-train à double voie. Ce projet aurait exigé la suppression du service de train léger diesel sur la ligne Trillium afin d'utiliser son emprise, puis prolonger le trajet depuis Bayview vers le centre-ville, via les rues, puis, de là, vers l'université d'Ottawa, via le Transitway. Vers le sud, le prolongement aurait dû se faire depuis Greenboro vers les banlieues de Riverside South et Barrhaven. La construction devait commencer à l'automne 2006 et devait se terminer à l'automne 2009. La nouvelle ligne aurait utilisé des rames électriques Siemens S70.
En 2006, après l'élection de Larry O'Brien à la mairie, le conseil municipal débat avec trois options : le statu quo, la coupure de certaines sections ou l'abandon complet. Le nouveau maire Larry O'Brien optait pour la conservation de la partie sud-ouest sans retenir celle vers le centre-ville qui aurait engendrer des problèmes de circulation. Certains conseillers avait introduit des modifications à ce dernier tracé afin de faire passer l'O-Train dans des tunnels au coût de 500 millions de dollars supplémentaires. Le conseil vote à 12 contre 11 en faveur de la proposition du maire tout en laissant la porte ouverte à une étude au sujet des tunnels mais la part des fonds nécessaire à la construction venant des gouvernements provincial et fédéral n'est pas confirmée à la date de signature du contrat et O'Brien retire son accord. Le conseil municipal annule finalement le projet à 13 contre 11.

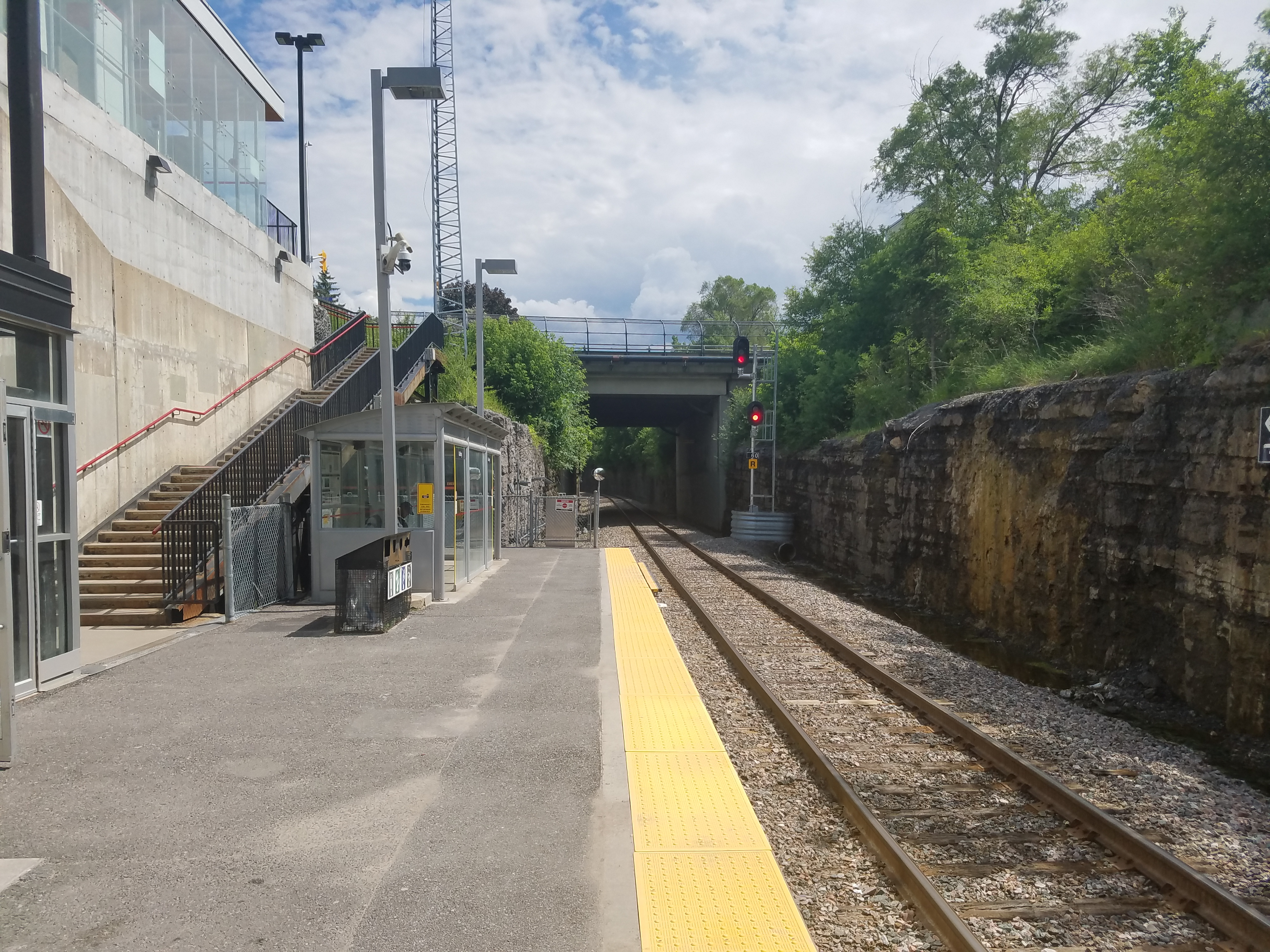
Les infrastructures du projet pilote sont améliorées en vue de la pérennisation du service.

Après avoir annulé le projet de tram-train, le maire O'Brien a nommé sept personnes, dont des chauffeurs de bus, des commerçants locaux et des cofondateurs d'organisations citoyennes de transport collectif, au sein du « groupe de travail sur les transports » du maire. En juin 2007, ce groupe a proposé de creuser un tunnel à double voie sur une distance de 3 km reliant le centre-ville d'Ottawa, de Lebreton Flats à l'Université d'Ottawa. Par ailleurs, en juin 2007, Siemens a intenté une action en justice contre la ville d'Ottawa pour exiger le paiement d'une pénalité de 175 millions de dollars pour l'annulation du contrat. Après un long procès, le conseil municipal d'Ottawa a accepté en septembre 2009 de payer à Siemens une indemnité de résiliation de 36,7 millions de dollars.

### Pérennisation de la ligne Trillium
En 2014, des travaux majeurs sont annoncés pour pérenniser la ligne Trillium, notamment en remplaçant les abris et en ajoutant des édicules munis de salle de contrôle aux stations. Les salles de contrôles comprennent des portillons d'accès avec lecteur de carte à puce permettant l'introduction d'un nouveau mode de paiement. Des écrans sont aussi ajoutés afin d'annoncer les horaires des lignes,. Les édicules sont inaugurés en novembre 2017.
Un embranchement ferroviaire avec les voies ferrées de la subdivision Beachburg de Via Rail Canada fermée en 2013 et la jonction avec Walkley Yard du Canadien National ne permettent pas de classer la ligne Trillium comme ligne de métro, selon la définition donnée par l'UITP et celle de l'APTA.
Cette ligne, ayant un passage à niveau avec une autre voie de chemin de fer et permettant facilement un passage piétonnier à la bifurcation avec d'anciennes lignes de chemin de fer[source insuffisante], ne peut être considérée comme un métro[réf. nécessaire].

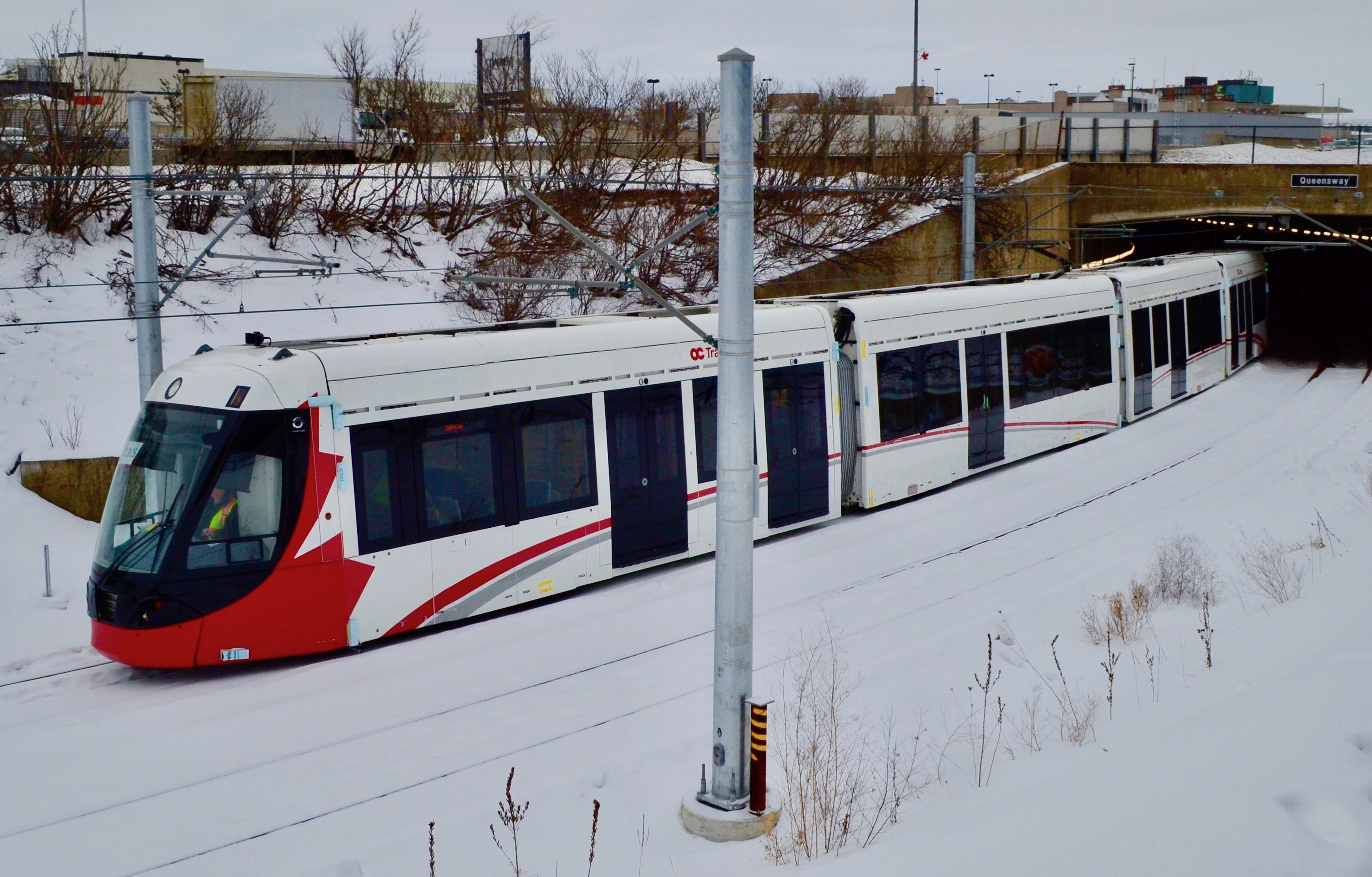
Une seconde ligne s'ajoute au réseau en 2019.

### Ligne de la Confédération
En mars 2008, Ottawa a présenté quatre propositions pour un nouveau plan de transport structurant, chacune incluant la construction d'un tunnel dans le centre-ville. Le 28 mai 2008, le conseil municipal d'Ottawa a adopté le plan consistant à d'abord créer une ligne de train léger reliant Blair à Tunney's Pasture dans l'axe est-ouest, puis à électrifier la ligne existante, reliant Lebreton à Bowesville. Si ce plan était mis en œuvre, la ligne de train léger pourrait s'étendre jusqu'aux zones périphériques de la ceinture verte, telles qu'Orléans, Kanata, Barrhaven et Riverside-Sud. Cependant, tout le monde n'était pas d'accord avec ce plan. Jim Watson, ministre des Affaires municipales de l'Ontario et député de la région, ainsi que Maria McRae, conseillère municipale d'Ottawa et membre du comité des transports, ont exprimé leur désaccord. La ligne, désormais connue sous le nom de la ligne de la Confédération, a vu ses coûts de construction presque doubler par rapport au plan initial, atteignant 2,1 milliards de dollars. En novembre 2008, le conseil municipal d'Ottawa a approuvé un nouveau plan de transport pour les 25 prochaines années, mettant la ligne en priorité.
Malgré cela, l'augmentation des coûts de construction et les problèmes de gestion du projet ont rendu l'avenir du projet encore incertain. La question de savoir si le train léger devait être construit a de nouveau été soulevée lors des élections municipales de 2010. Le maire O'Brien a promis de terminer le projet, tandis que le candidat Jim Watson a déclaré qu'une décision prudente devait être prise. Andrew Hayden, quant à lui, a soutenu qu'il fallait investir dans les autobus plutôt que dans un train léger, et Clive Doucet a proposé un nouveau plan de train léger après quatre ans. Le 25 octobre 2010, Jim Watson a été élu nouveau maire d'Ottawa.
Le problème du dépassement du budget a été résolu en construisant un tunnel moins profond dans le centre-ville pour réduire les coûts. Ce plan a été adopté par le conseil municipal en juillet 2011 et le 19 décembre 2012, le Groupe de transport Rideau, l'entrepreneur chargé de la construction de la nouvelle ligne, a accepté de la construire pour 2,1 milliards de dollars, sur la base du nouveau plan. La ville d'Ottawa a accepté d'investir jusqu'à 900 millions $ pour le projet, avec des contributions respectives de 600 millions $ des gouvernements fédéral et provincial, et le GTR prenant en charge l'excédant du budget. Le GTR a été chargé de concevoir, construire et entretenir la ligne pendant 30 ans, et le modèle Alstom Citadis Spirit a été retenu pour les rames.
En avril 2013, les travaux de l'installation d'entretien situé sur le chemin Belfast ont marqué le début du projet, et en octobre de la même année, les premiers travaux de creusage du tunnel ont commencé.
Plusieurs accidents ont eu lieu pendant les travaux du train léger. Le 21 février 2014, un mégatrou de 8 mètre de large et 12 mètre de profondeur est apparu sur la rue Waller, près de l'Université d'Ottawa, au sud de l'avenue Laurier Est, alors que les travaux de creusage du tunnel étaient en cours. Le 8 juin 2016, un autre trou s'est formé au centre-ville d'Ottawa, sur la rue Rideau près de la promenade Sussex, provoquant la fermeture de la route. Bien qu'il n'y ait aucune victime, une camionnette stationnée sur la route est tombée dans le trou, et des immeubles voisins ont subi des coupures de courant. En novembre 2016, un accident a eu lieu à l'endroit où le premier trou était apparu, à Laurier et Waller, lorsque trois ouvriers travaillant à couler du béton dans le tunnel ont été piégés sous terre. Tous les ouvriers ont été secourus, mais l'un d'eux a subi une légère blessure à la main et a été transporté à l'hôpital.
Les travaux ont toutefois continué à progresser. Le 2 décembre 2016, les premiers essais du train léger ont été réalisés entre les stations Blair et Cyrville, et le 19 janvier 2017, les travaux de creusage du tunnel ont été achevés. L'année suivante, le 14 avril 2018, le maire Jim Watson a annoncé sur Twitter que le train léger avaient réussi leur essai sur l'ensemble de la ligne pour la première fois.
Les travaux ont avancé, mais la date d'ouverture du train léger a été repoussée plusieurs fois. Le GTR a manqué quatre fois les échéances de fin des travaux et de transfer de propriété à la ville, en mai et novembre 2018, puis en mars et août 2019. Le 23 août 2019, OC Transpo a annoncé que le train léger serait enfin inauguré le 14 septembre de la même année. La ligne de la Confédération a ouvert dans l'après-midi du 14 septembre 2019, et le maire Watson a déclaré que l'avenue du transport collectif à Ottawa commençait à partir de ce moment-là,.

### Après l'inauguration
Le 7 octobre 2019, les lignes de bus existantes ont été réorganisées pour mieux relier les stations du train léger. OC Transpo a annoncé qu'il s'agissait du plus grand changement de lignes dans l'histoire de la ville.
Depuis l'ouverture de la ligne de la Confédération, des interruptions de services dues à des problèmes avec les trains, les signaux et d'autres installations ont persisté. Le 27 octobre 2019, le maire Watson a martelé que la ville devait améliorer la situation, après que la ligne a connu un retard de 9 heures en une semaine,. Quelques jours plus tard, le 1er novembre, le maire Watson a annoncé qu'il allait puiser 3,5 millions $ dans un fonds de réserve pour ajouter une quarantaine d'autobus au réseau d'OC Transpo en vue d'améliorer sa fiabilité. Face à l'aggravation des problèmes de fiabilité, le comité des transports de la ville d'Ottawa a décidé en novembre 2019 de geler les tarifs d'OC Transpo jusqu'en mars 2020, bien que des hausses de tarifs étaient prévues.
Le 16 janvier 2020, un câble électrique suspendu alimentant un train à l'intérieur du tunnel de la station St-Laurent est tombé au sol au cours de la matinée, ce qui a entraîné un arrêt du service pendant plus de 17 heures. En plus, les 18 et 19 janvier, des problèmes d'aiguillage et de portes causés par une tempête hivernale ont de nouveau perturbé les opérations,. En raison de ces défaillances, OC Transpo a suspendu l'exploitation de certains trains du 20 janvier au 4 février 2020. Cependant, ces problèmes ont persisté et, le 22 février 2020, seulement cinq trains étaient en service sur la ligne de la Confédération.
Le 10 mars 2020, la ville d'Ottawa a adressé un avis de manquement à GTR, après que le train eut connu bon nombre de problèmes. Ottawa a demandé au GTR de présenter des solutions crédibles aux problèmes du train avant le 31 mars. Le 22 juin 2020, Peter Lauch, le président-directeur général du RTG, a démissionné, et le 30 juin, Nicolas Truchon, le directeur financier de Groupe Signature sur le projet du pont Samuel-De Champlain à Montréal est nommé le nouveau PDG du GTR. En août 2020, des millions de dollars ont été retenus par la ville d'Ottawa en raison des problèmes persistants du train léger.

### Commission d'enquête
En août et septembre 2021, deux accidents de déraillement se sont produits sur la ligne de la Confédération, et la nécessité d'une enquête sur la construction du train léger a été soulevée après la persistence des problèmes du train. Le 13 octobre 2021, Catherine McKenney, la conseillère municipale d'Ottawa, a demandé une enquête judiciaire sur le train léger, mais la demande n'a pas été mise aux voix,.
Le 17 novembre, Doug Ford, le premier ministre de l'Ontario, a annoncé qu'une commission d'enquête serait menée au niveau provincial sur le train léger d'Ottawa. L'Ontario a nommé le juge de la Cour d'appel William Hourigan comme commissaire de la commission d'enquête. L'audience a eu lieu du 13 juin au 7 juillet 2022, et des témoins ont été appelés à témoigner, y compris le Groupe de transport Rideau, le fabricant des trains Alstom, la ville d'Ottawa, ainsi qu'Infrastructure Ontario. Le rapport d'enquête devait être publié le 31 août 2022, mais la date a été reportée au 30 novembre, après les élections municipales.
Le 30 novembre 2022, le juge Hourigan a publié le rapport de l'enquête sur le train léger d'Ottawa. L'enquête a révélé que les problèmes du train léger étaient dus à plusieurs facteurs, notamment le manque de personnel qualifié, l'utilisation de technologies non vérifiées qui ont « mis à l'épreuve les limites » du train léger, la tentative de maintenir un budget irréaliste, l'entretien inadéquat fourni par le GTR et ses sous-traitants, et les relations antagonistes entre la ville et le consortium. Le rapport a formulé 103 recommendations concernant les futurs projets, les étapes suivantes du train léger, et la ligne de la Confédération déjà en service.
Le juge Hourigan a mis l'accent sur deux exemples particulièrement inacceptables. Le premier était que le GTR avait délibérément fourni à la ville un calendrier irréaliste qu'ils savaient ne pas pouvoir respecter, obligeant ainsi la ville et les Ottawiens à ajuster leurs vies en fonction de cet échéancier irréaliste. Le deuxième était que des hauts fonctionnaires municipales, tels que l'ex-maire Jim Watson, l'ex-administrateur municipal Steve Kanellakos, et le conseiller municipal Alex Hubley, n'avaient pas informé le conseil municipal de l'assouplissement des critères de test, ce qui a gravement endommagé la capacité de supervision légale du conseil municipal et soulevé des inquiétudes sur la capacité de la ville à mener des projets d'infrastructures majeurs. Le rapport a souligné que des problèmes de sécurité demeuraient sur la ligne, notamment que les roues et les rails ne s'adaptent toujours pas correctement, ce qui reste un problème majeur. Bien que la ville et l'entreprise aient reconnu qu'elles collaboraient davantage depuis le déraillement d'août 2021, le rapport a souligné qu'aucune solution définitive n'avait été trouvée et qu'une surveillance indépendante par une tierce partie devrait être mise en place à l'avenir,.

### Prolongement vers le sud
Dans le cadre de l'étape 2 du prolongement du réseau O-Train, la ligne Trillium serait prolongée de 11 km vers le sud, de Greenboro à Limebank, et un petit embranchement qui relie entre South Keys et l'aéroport international Macdonald-Cartier d'Ottawa. Le 22 février 2019, la ville a annoncé que le prolongement de la ligne Trillium et la construction du tronçon d'aéroport sont confiés à TransitNext, une filiale en propriété exclusive de SNC-Lavalin. Cette décision a suscité la controverse, car à l'époque, SNC-Lavalin était impliquée dans un scandale politique avec le gouvernement fédéral. En conséquence, certains conseillers municipaux ont exigé une enquête supplémentaire, tandis que d'autres ont ralenti le vote d'approbation du contrat, affirmant qu'ils avaient besoin de plus de temps pour l'examiner,. Le conseil municipal a pourtant décidé de ne pas ralentir l'approbation, et le prolongement de la ligne Trillium, incluant la Ligne 4, a été officiellement approuvé.
Les travaux du prolongement a débuté en 2019, et à partir du 3 mai 2020, le service de la ligne Trillium a été suspendu à cause de ces travaux, cette ligne étant remplacée par un service de bus. L'ouverture de la ligne Trillium était prévue pour septembre 2022, mais a été reportée à plusieurs reprises. En mai 2023, le comité de transports du conseil municipal a annoncé que le service de navettes serait exploité parallèlement à la ligne Trillium dès son ouverture, en cas de besoin. En octobre 2024, les essais à blanc de la ligne Trillium ont commencé, et la ligne a réussi les tests le 31 octobre,.
Les lignes 2 et 4 ont été inaugurées le 6 janvier 2025, avec un service cinq jours par semaine, et le service a été étendu à six jours par semaine le 25 janvier. Le 10 mars 2025, OC Transpo a annoncé que les deux lignes sont ouvertes sept jours sur sept à compter du dimanche 16 mars.

## Installations

### Stations
L'O-Train d'Ottawa compte un total de 25 stations depuis janvier 2025. Toutes les stations de l'O-Train sont identifiées par un symbole en forme de « O » rouge à l'entrée, indiquant que la station est desservie par l'O-Train. Toutes les stations sont sans personnel et sont équipées de distributrices où les passagers peuvent acheter des billets ou recharger leur carte Presto. Ces distributrices sont dotées d'une interface vidéo et audio, permettant aux passagers de demander de l'aide en appelant un agent. Chaque station est équipée de portillons, et le paiement par la carte Presto, carte bancaire, ou billet est exigé.
À l'intérieur des stations, des panneaux d'affichage numériques fournissent des informations en temps réel sur les horaires des prochains trains et bus, et des plans de la station aident les passagers à naviguer dans les environs. Toutes les stations de l'O-Train sont accessibles, permettant aux passagers en fauteuil roulant et avec des poussettes d'y accéder facilement. Des dalles tactiles et des repères au sol sont également installés pour assurer la sécurité des passagers malvoyants. De plus, tous les panneaux de signalisation sont en braille et en tactile. Des installations sont également prévues pour les cyclistes, avec des supports à vélos et, dans certaines stations, des rampes permettant de monter et descendre facilement les escaliers avec un vélo.
Toutes les stations de la ligne de la Confédération, à l'exception de Cyrville, offrent un accès Wi-Fi fourni par Telus, et la couverture mobile est également disponible dans des stations souterraines de l'O-Train.

### Entretien et maintenance
L'entretien et la maintenance de l'O-Train sont réalisés dans deux sites. Les trains de la ligne de la Confédération sont entretenus à l'atelier de maintenance de Belfast, où les 34 voitures de Citadis Spirit fabriquées par Alstom stationneront une fois leur service terminé. Cet atelier, inauguré en 2016, a été conçu pour accueillir ces trains,. En 2018, l'atelier de Belfast a été agrandi pour pouvoir accueillir 38 nouvelles voitures dans le cadre du prolongement de la ligne vers l'ouest et l'est.
Quant à la ligne Trillium et la Ligne 4, leur entretien est effectué au garage Walkley. Le garage a été ouvert en 1955 par la Commission de la capitale nationale en tant que garage pour les trains du Canadien National, dans le cadre de la construction de l'autoroute Queensway (aujourd'hui l'Autoroute 417). En 1967, le Canadien Pacifique a transféré le site de son garage de Lebreton Flats à Walkley. Depuis le début de l'exploitation de la ligne Trillium en 2001, les trains d'OC Transpo sont stationnés dans ce garage. En janvier 2022, le conseil municipal d'Ottawa a acquis le terrain du garage Walkley, qui appartenait auparavant au CP.
En vue du prolongement de la ligne de la Confédération, un nouvel atelier de maintenance sera construit à l'ouest d'Ottawa. L'atelier de Corkstown, situé entre les sorties d'Eagleson et de Moody sur l'autoroute 417, sera conçu pour accueillir une partie des 38 nouveaux trains électriques destinés au prolongement. L'atelier de Corkstown comprendra cinq bâtiments et une gare de triage. Il sera responsable de la réparation et du nettoyage des trains, ainsi que du remplacement des sièges, des portes et des fenêtres, et effectuera également des tests de systèmes.

## Tarification
L'O-Train applique les tarifs d'OC Transpo, avec un tarif unique pour les trains et les bus, ce qui permet de voyager avec un seul billet pour les deux modes de transport. Les tarifs peuvent être payés par la carte Presto, ou des options de paiement comme O-Paiement utilisant des cartes bancaires. Dans toutes les stations de l'O-Train, il est possible d'acheter une carte Presto et de recharger son solde, ainsi que d'acheter des billets à court terme tels que des billets simples, des laissez-passer d'une journée, de trois jours, de cinq jours, de sept jours, ou des billets pour deux personnes d'une journée. Les distributrices sont disponibles en français et en anglais. Les distributrices acceptent les paiements en argent comptant (uniquement pour les tarifs adultes), par carte de débit et par carte de crédit.
Tous les billets sont valides pendant au moins 90 minutes à partir de la première validation, et la durée de validité des correspondances varie en fonction de l'heure à laquelle le tarif est payé. Certaines stations, telles que Tunney's Pasture, Bayview, Hurdman, Blair et Greenboro, disposent de terminaux de bus à l'intérieur de la zone de tarification contrôlée. Dans ce cas, les passagers peuvent correspondre vers l'autobus sans devoir valider à bord du bus.

## Rames
Les rames de l'O-Train sont principalement divisées en deux catégories : la ligne de la Confédération, où des trains électriques circulent, et la ligne Trillium et la Ligne 4, où des trains diesel sont déployés.

### Ligne 1
Sur la ligne de la Confédération, 34 voitures Citadis Spirit fabriquées par Alstom sont en service. Il s'agit de la première commande de véhicules pour tramway moderne d'Alstom en Amérique du Nord, qui était en concurrence directe avec des modèles similaires tels que le modèle Siemens S70. Basés sur le tram-train Citadis Dualis utilisé en Europe, ces véhicules ont été fabriqués dans l'usine d'Alstom à Hornell, dans l'État de New York, avec l'assemblage final effectué à l'atelier de maintenance de Belfast à Ottawa. La vitesse maximale des véhicules est de 105 km/h, mais la vitesse maximale en zone urbaine est de 80 km/h.
En 2019, dans le cadre de l'étape 2 de l'O-Train, Ottawa a passé une commande supplémentaire de 38 véhicules Citadis Spirit à Alstom pour la ligne de la Confédération. Initialement, tous les véhicules devaient être assemblés à Ottawa, mais en juillet 2019, Alstom a annoncé que les 25 derniers seraient assemblés dans sa nouvelle usine à Brampton.

### Lignes 2 et 4
La ligne Trillium, quant à elle, était initialement exploitées par trois trains diesel Talent, fabriqués par Bombardier Transport. Ces trains, qui étaient à l'origine utilisés par les chemins de fer allemands, ont ensuite été utilisés par OC Transpo. Ces trains ont été retirés du service en 2015 et ont été mis aux enchères à plusieurs reprises, mais n'ont pas trouvé d'acheteur et ont finalement été mis à la ferraille.
En septembre 2011, la ville a choisi les rames Alstom Coradia LINT pour remplacer les rames Bombardier Talent qui circulaient sur la ligne Trillium. Six trains ont été introduits le 2 mars 2015 et ont remplacé les Bombardier Talent, sous forme de rames de 2 voitures.
Le 3 mai 2018, la ville a annoncé qu'elle introduirait sept rames de FLIRT, fabriquées par Stadler Rail, dans le cadre du prolongement de la ligne vers le sud. Les trains FLIRT mesurent 81 mètres de long, soit près du double de la longueur des trains Coradia LINT qui mesurent 42 mètres. Les nouveaux trains circulent sur la ligne Trillium, tout comme les Coradia LINT. Ces trains FLIRT ont été fabriqués en Suisse, avec un assemblage final effectué au Canada. Les FLIRT sont des trains hybrides, fonctionnant à la fois avec du diesel et de l'électricité, en prévision d'une future électrification de la ligne Trillium. Les trains ont commencé leurs essais le 15 janvier 2022 et ont terminé les essais finaux du 7 au 20 octobre 2024, en atteignant un taux de ponctualité de 99,5 %. Les trains Stadler FLIRT ont commencé leur service sur la ligne Trillium à partir du 6 janvier 2025, pendant que les LINT assurent le service sur la Ligne 4.

## Prolongements

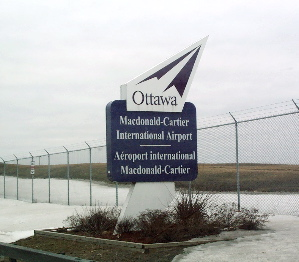
Les travaux de prolongement en cours permettront de rejoindre l'aéroport international Macdonald-Cartier avec l'O-Train.

### Étape 2
L'« Étape 2 » est un projet de la ville d'Ottawa qui doit prendre la suite de la construction de la ligne de la Confédération. Il consiste à construire 44 km de voie ferrée avec 24 nouvelles stations supplémentaires. Le prolongement, initialement approuvé en 2013, vise à permettre à 77 % des Ottawiens d'avoir accès au train dans un rayon de 5 km. Les travaux de l'Étape 2 ont commencé au deuxième trimestre de 2019, avec la partie sud terminée en janvier 2025, la partie est devant ouvrir plus tard en 2025, et la partie ouest prévue pour 2027,.
La partie est consiste à prolonger la ligne de la Confédération de cinq stations à partir de la station Blair, jusqu'au chemin Trim. La partie ouest, quant à elle, prolonge la ligne à partir de Tunney's Pasture vers l'ouest, jusqu'au collège Algonquin et Moodie. Les deux tronçons croisent à Lincoln Fields, avec le tronçon Moodie devenant la Ligne 3 et le tronçon du collège Algonquin devenant la Ligne 1. Enfin, la partie sud comprend la modernisation et le prolongement de la ligne Trillium avec l'ajout de quatre stations jusqu'à Limebank, l'ajout de deux stations supplémentaires sur la ligne existante, et l'ajout d'une nouvelle ligne reliant South Keys et l'aéroport d'Ottawa.
Le 6 mars 2019, le conseil municipal a approuvé l'ensemble de l'Étape 2 pour un montant de 4,66 milliards de dollars, par 19 voix en faveur et 3 contre. La partie sud a été attribuée à TransitNext, une filiale entièrement détenue par SNC-Lavalin, tandis que les parties ouest et est ont été attribuées à East West Connectors, un consortium de Vinci et Kiewit Corporation,. Les contrats ont été signés le 29 mars 2019 avec TransitNext, et un mois plus tard avec East West Connectors.
En 2019, des travaux préparatoires ont été réalisés, comprenant l'abattage d'arbres, le déplacement d'égouts et d'aqueduc, la réorganisation des routes, et la construction du nouveau dépôt pour la ligne Trillium ainsi que la Ligne 4 a débuté durant l'été 2019. Le 3 mai 2020, la ligne Trillium a été fermée pour permettre les travaux des voies existantes, et le 25 septembre 2020, les travaux de la construction d'une tranchée ont débuté pour construire un tunnel dans la partie ouest du prolongement,.
Le 6 janvier 2025, la ligne Trillium a été rouverte avec la partie prolongée vers Limebank, ainsi que la Ligne 4 qui a été inaugurée le même jour.

### Étape 3
Après l'Étape 2 de l'O-Train, la ville d'Ottawa planifie la troisième phase pour que l'O-Train se rende jusqu'à Kanata et Barrhaven. La Ligne 3 serait prolongée de huit stations vers l'ouest, entre la station Moodie et le chemin Hazeldean à Kanata, et la Ligne 1 serait prolongée vers le sud, depuis le collège Algonquin jusqu'à Barrhaven,.
En mai 2018, l'évaluation environnementale a été complétée pour le prolongement vers Kanata, et l'évaluation pour Barrhaven a été terminée en octobre 2024. Le prolongement vers Kanata devrait coûter 2,5 milliards de dollars, tandis que le prolongement vers Barrhaven est estimé à 4 milliards de dollars, mais aucun budget significatif est alloué pour construire l'Étape 3 jusqu'à date.

### Tramway de Gatineau
L'O-Train pourrait également être connecté au futur tramway de Gatineau, un projet de la Société de transport de l'Outaouais visant à relier Gatineau et le centre-ville d'Ottawa. Le 15 mai 2020, la ville de Gatineau a proposé deux options pour la partie du centre-ville d'Ottawa : une option de tracé en surface le long de la rue Wellington jusqu'à Elgin, et une option consistant à creuser un tunnel le long de la rue Sparks jusqu'à Elgin. En mai 2021, Gatineau a conclu que la meilleure option était celle du tracé souterrain le long de la rue Sparks, bien qu'elle ait laissé ouverte la possibilité de choisir un tracé en surface si le creusement du tunnel s'avérait impossible.
Le projet du tramway de Gatineau est actuellement en phase d'étude de faisabilité, et sa construction n'a pas encore été financée.